# Akustyka fizjologiczna
Akustyka fizjologiczna – drugi obok psychoakustyki (akustyki psychologicznej) dział akustyki słuchu. Akustyka fizjologiczna zajmuje się budową i działaniem organów mowy oraz słuchu, a także badaniem uszkodzeń słuchu i ich przyczyn, leczeniem wad wymowy.